# Sannantha brachypoda
Sannantha brachypoda là một loài thực vật có hoa trong Họ Đào kim nương. Loài này được (A.R.Bean) Peter G.Wilson mô tả khoa học đầu tiên năm 2007.